# Lwów (stacja kolejowa)
Lwów (ukr. Головний залізничний вокзал, Львів, gwarowo Двірець) – stacja kolejowa we Lwowie przy placu Dworcowym 1. Eklektyczny dworzec został wzniesiony w latach 1899–1904 według projektu Władysława Sadłowskiego.
Stacja Lwów jest dworcem przelotowym, znajduje się na 3. paneuropejskim korytarzu transportowym łączącym Drezno z Kijowem przez Wrocław, Katowice i Kraków. Na odcinku Przemyśl – Lwów – Kijów kursują koreańskie dalekobieżne elektryczne zespoły trakcyjne Hyundai HRCS2 zakupione przed Mistrzostwami Europy w Piłce Nożnej 2012.
Lwowski dworzec jest obecnie najważniejszym punktem komunikacyjnym miasta, w jego otoczeniu znajduje się węzeł z przystankami tramwajowym (linie 1, 6, 9 i 10) oraz autobusowym (linie 10, 16, 29, 31, 32, 1N-7N). Aktualnie stacja odprawia około 1,2 mln pasażerów miesięcznie. Bezpośrednie połączenia łączą Lwów m.in. z Kijowem, Odessą, Charkowem, Wrocławiem i Warszawą.

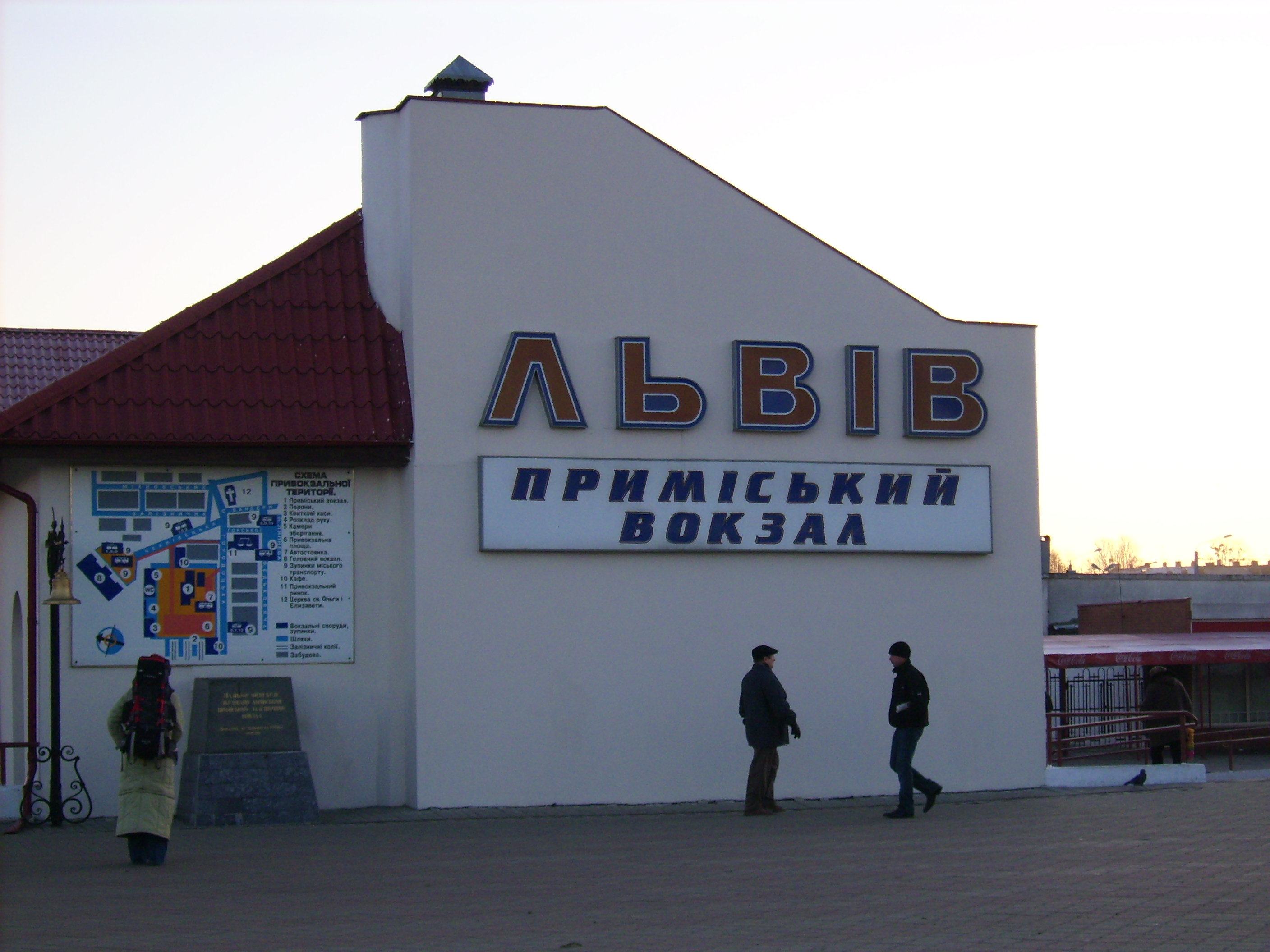
Budynek nowego Dworca Podmiejskiego we Lwowie

Nieopodal Dworca Głównego, w miejscu dawnego Dworca Czerniowieckiego z 1895 r., zbudowano w 1997 r. nowy dworzec podmiejski, z którego wyjeżdżają pociągi lokalne obsługujące miejscowości położone na zachodzie Ukrainy.

## Historia

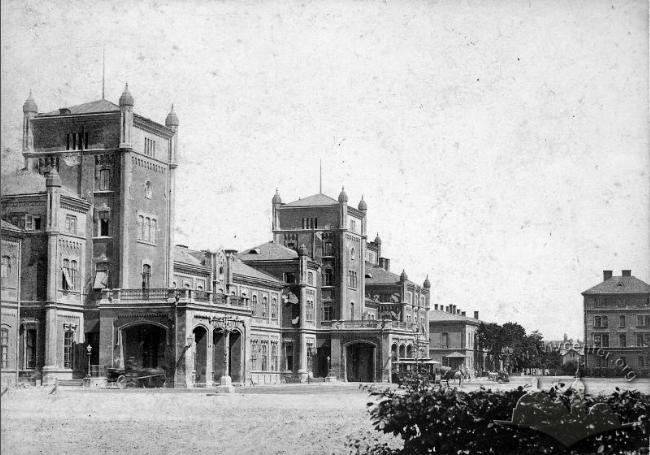
Dworzec z 1861 roku

Kolej dotarła do Lwowa dzięki budowie kolei galicyjskiej im. Karola Ludwika. 4 listopada 1861 r. oddano do użytku odcinek Przemyśl – Lwów, a 12 lipca 1869 r. Lwów – Brody. Sam dworzec został ukończony natomiast miesiąc wcześniej – w październiku 1861 r.
W pierwszych latach istnienia kolei następował dynamiczny wzrost liczby pasażerów, od 200 tys. rocznie tuż po otwarciu do 1,5 mln rocznie pod koniec XIX wieku. W wyniku wzrastającego ruchu, zapadła decyzja o budowie nowego dworca w miejscu starego.
Dworzec zbudowała w latach 1901–1904 firma Pierwsze Krajowe Przedsiębiorstwo Robót Żelazobetonowych Józefa Sosnowskiego i Alfreda Zachariewicza oraz firma Jana Lewińskiego według projektu prof. Władysława Sadłowskiego z lat 1898-1899 (II wersja, 1900), który powstał na podstawie specyfikacji i wymagań określonych przez Ludwika Wierzbickiego, inżyniera, architekta i dyrektora Lwowskiej Kolei Państwowej (od 1897 r.). Stalowo-szklana konstrukcja hali peronowej wykonana została częściowo przez krakowską firmę Fabryka Maszyn Ludwika Zieleniewskiego i zakłady w Witkowicach, a kolejną jej część wzniosło Pierwsze Galicyjskie Towarzystwo Akcyjne Budowy Wagonów i Maszyn z Sanoka. 
Dworzec został otwarty w sobotę 26 marca 1904 roku w obecności ministra kolei żelaznych dr. Heinricha Witteka, prezydenta Godzimira Małachowskiego, arcybiskupa Józefa Bilczewskiego oraz greckokatolickiego metropolity lwowskiego Andrzeja Szeptyckiego. W tym czasie ze Lwowa odjeżdżały 94 pociągi dziennie. Na dworcu funkcjonowały trzy poczekalnie wyposażone w bufety dla podróżnych. Poczekalnia pierwszej klasy wyposażona była w ciemne i masywne wiedeńskie meble, poczekalnia drugiej klasy urządzona była w stylu „galicyjskiej burżuazji”, a trzeciej klasy, zaprojektowana przez Tadeusza Obmińskiego, została wykończona boazerią i meblami w stylu zakopiańskim. Dach głównej hali dworca początkowo kryty był łupkiem azbestowym, czyli eternitem.
Uroku dodawał witraż w głównej hali przedstawiający świętego Michała  na tle Lwowa oraz podstropowe malowidła Józefa Bałły. Gmach nowego dworca posiadał centralne ogrzewanie parowe, oświetlenie gazowe i elektryczne, którego dostarczała elektrownia parowa wzniesiona specjalnie na potrzeby kolei. Budynek lwowskiego dworca był później odwiedzany przez znamienitych architektów. Zainspirował się nim Josef Fanta, projektant dworca Praga Główna oraz wiedeński architekt Otto Wagner.

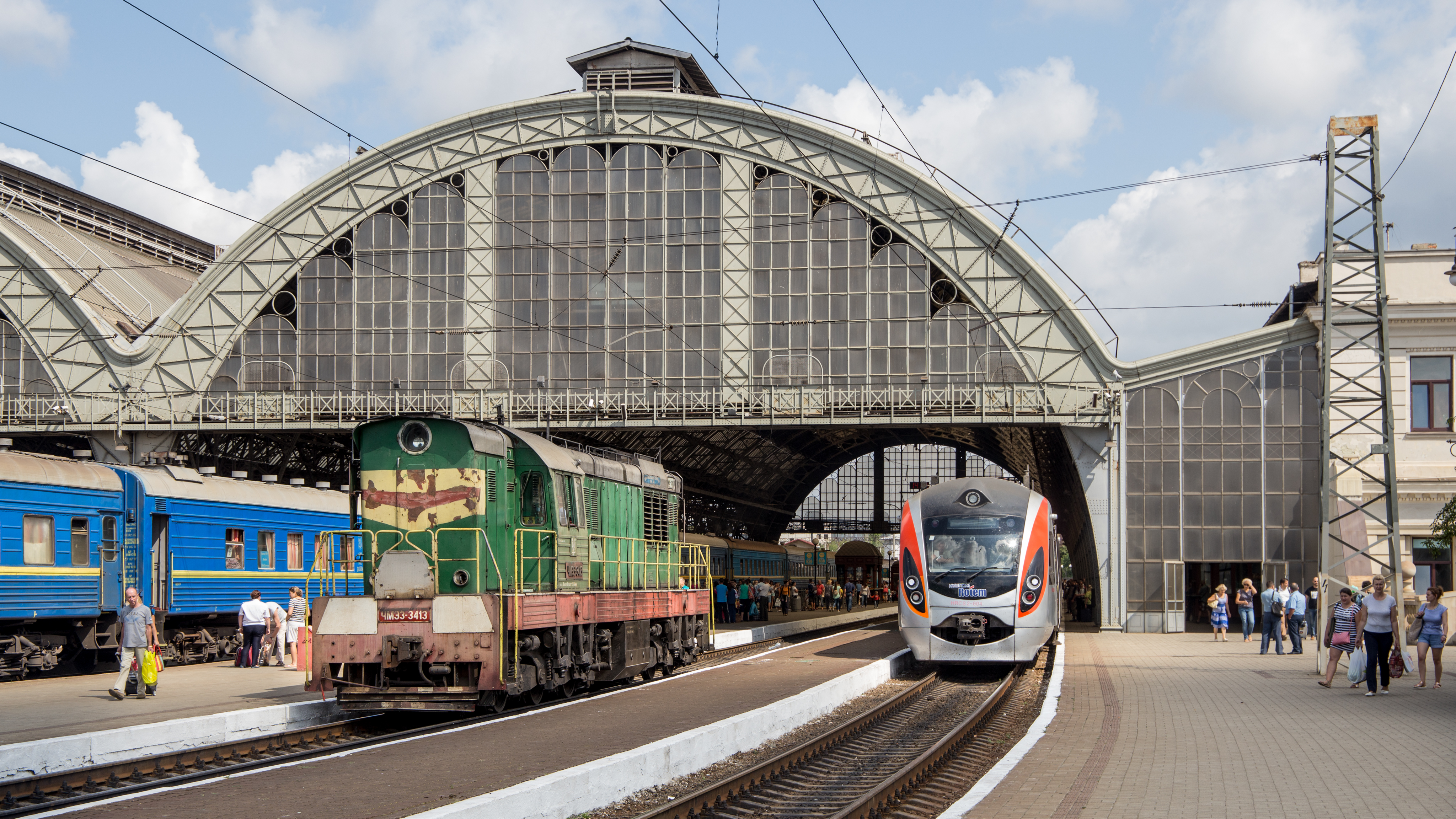
Hala peronowa

20 czerwca 1915 r. dworzec podpaliły wycofujące się po rocznej okupacji miasta wojska rosyjskie. Następnie budynek został uszkodzony podczas obrony polskiej 1918–1919 w trakcie wojny polsko-ukraińskiej. Wówczas stanowił pierwszą polską placówkę obronną, zaś w związku z tym dworzec w 1922 został odznaczony Krzyżem Obrony Lwowa i w tym miejscu został wmurowany wizerunek tego odznaczenia. Dowódcą polskiego oddziału, który w nocy z 2 na 3 listopada 1918 zdobył dworzec był porucznik Jan Schramm.
Całkowity remont stacji pod kierownictwem inż. arch. Henryka Zaremby zakończył się dopiero w roku 1930. Dworzec został zniszczony ponownie podczas II wojny światowej.
W okresie międzywojennym rozpoczęto elektryfikację kolei w Polsce. Linia Katowice – Kraków – Rzeszów – Lwów została wytypowana do elektryfikacji zaraz po ukończeniu prac na węźle warszawskim, jednak plany te nie zostały zrealizowane z powodu wybuchu wojny.

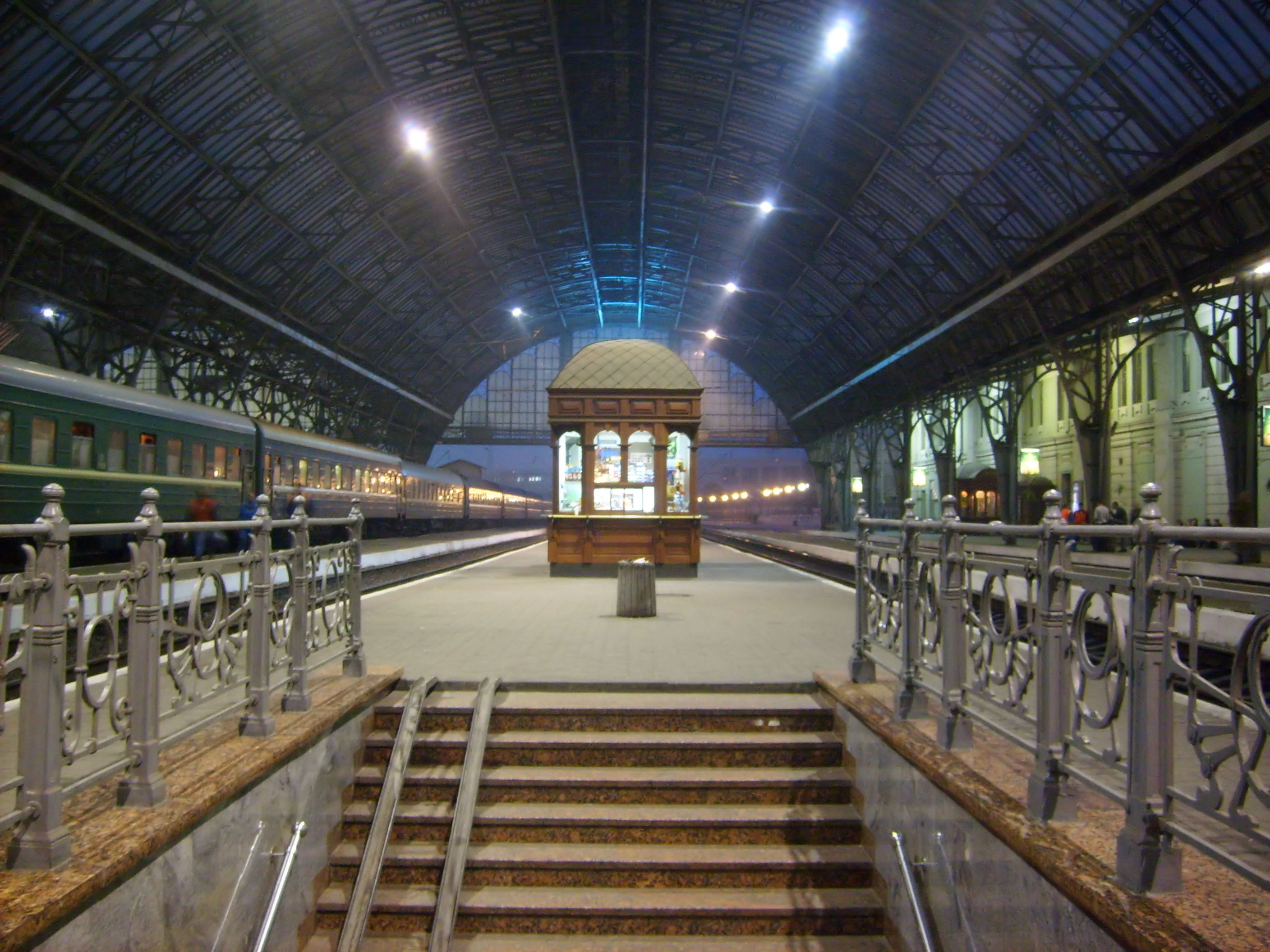
Dworcowa hala peronowa

Przed 1939 rokiem na dworcu została ustanowiona tablica upamiętniająca Bronisława Pierackiego, ministra spraw wewnętrznych, zabitego przez członka Organizacji Ukraińskich Nacjonalistów w 1934 roku.
Po agresji III Rzeszy na Polskę 1 września 1939 roku budynek dworca został zbombardowany przez Luftwaffe, w wyniku czego zniszczona została praktycznie cała szklana konstrukcja hali peronowej. Mimo to dworzec pozostał ważnym punktem polskiej obrony miasta. W 1940, pod okupacją sowiecką, zbudowano dworzec tymczasowy. Obiekty dworca ucierpiały ponownie w czerwcu 1941 roku, po wybuchu wojny niemiecko-sowieckiej. Pod okupacją niemiecką ruszyła odbudowa głównego budynku, którą zakończono w 1957 roku, pomimo tego, że istniały plany jego zburzenia i zastąpienia go nowym, zgodnym z duchem epoki. W efekcie zewnętrzny wygląd dworca przywrócono do stanu bliskiemu oryginałowi, a wnętrza wypełniono stalinowskim socrealizmem.

## Architektura
W skład zespołu dworcowego wchodzą: gmach główny dworca, hale remontowe lokomotyw, dom kolejarza (oficjalnie: Pałac Nauki i Techniki Kolejarzy, obecnie siedziba muzeum kolejnictwa otwarte w 2001 r.), hale dworca podmiejskiego (wybudowane na początku lat 1990.) i kamienice wybudowane dla pracowników kolei.

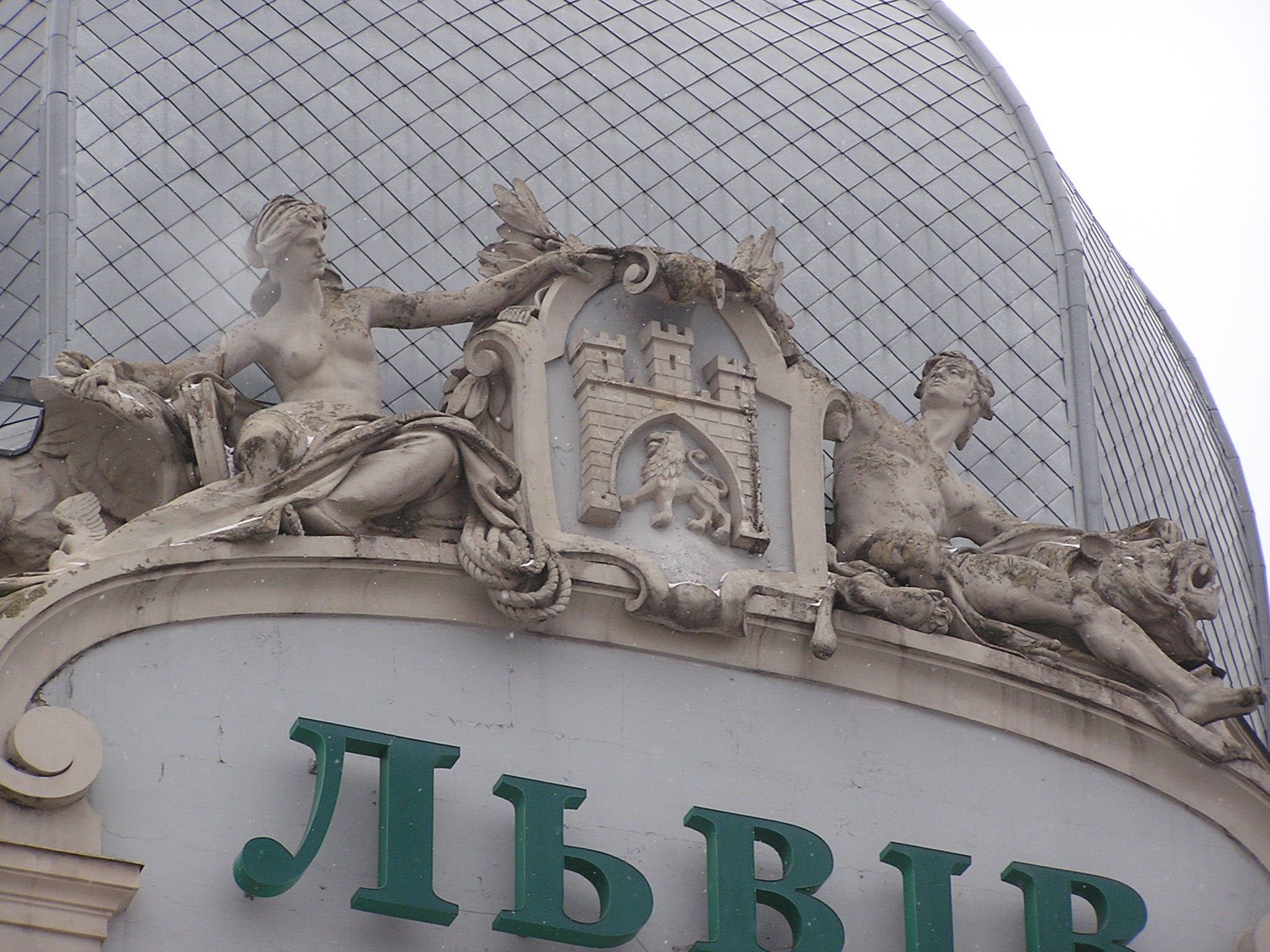
Rzeźby nad portalem wejściowym

Budynek dworcowy jest bryłą dwukondygnacyjną o mocno wydłużonym korpusie, z wyższą środkową halą oraz dwoma pawilonami bocznymi (ryzalitami) – pierwotnie tylko ryzality były dwukondygnacyjne, a reszta budowli jednokondygnacyjna, ale w czasach radzieckich dokonano nadbudowy.
Długa na 160 m fasada budowli utrzymana jest w neorenesansowo-secesyjnej stylistyce, elewacja jest zdobiona boniowaniem, pilastrami i attykami. Centralny ryzalit zaprojektowano z przeszklonym arkadowym portalem wejścia głównego, oryginalnie wypełnionym artystycznie trawionym szkłem w metalowych ramach. W niszach po obu stronach wejścia stoją dwa alegoryczne posągi „Handel” i „Przemysł” autorstwa Antoniego Popiela, nad portalem znajdują się rzeźby dłuta Piotra Wójtowicza symbolizujące Lwów i kolej. Fronton zwieńczony jest dwiema czworobocznymi wieżyczkami, a nad całą bryłą ryzalitu wznosi się metalowa kopuła z latarnią. Kopuły znajdują się także nad bocznymi ryzalitami, jednak ich dekoracje rzeźbiarskie nie zachowały się. Secesyjne wnętrza budynku dworcowego zaprojektowali prof. Tadeusz Obmiński i arch. Alfred Zachariewicz. W latach 1946–1951 poczekalnie zostały przebudowane w stylu stalinowskiego socrealizmu.
Hala peronowa w stylu secesyjnym jest ażurową konstrukcją z metalu i szkła. Przęsła oraz stalowe użebrowanie do budowy hali zostało wykonane w Fabryce Wagonów i Maszyn L. Zieleniewski w Sanoku (od czasów PRL pod nazwą Autosan). Jest to najdoskonalsza konstrukcja inżynierska Lwowa epoki secesji. W momencie budowy był to największy dworzec Galicji. Perony położone są 7 m powyżej poziomu ulicy. Na stacji znajduje się 5 peronów, z których pierwszy i ostatni to perony 1-krawędziowe, a pozostałe 2-krawędziowe.
Dojście do peronów z dworca zapewniają trzy przejścia podziemne. Do peronu 1. dodatkowo istnieją dwa wejścia wiodące bezpośrednio z placu Dworcowego. Perony znajdują się w hali peronowej o szerokości 69 m i długości 159 m.
Budynek dworcowy mieści hotel o 11 pokojach.